# Dinastia Basarabilor

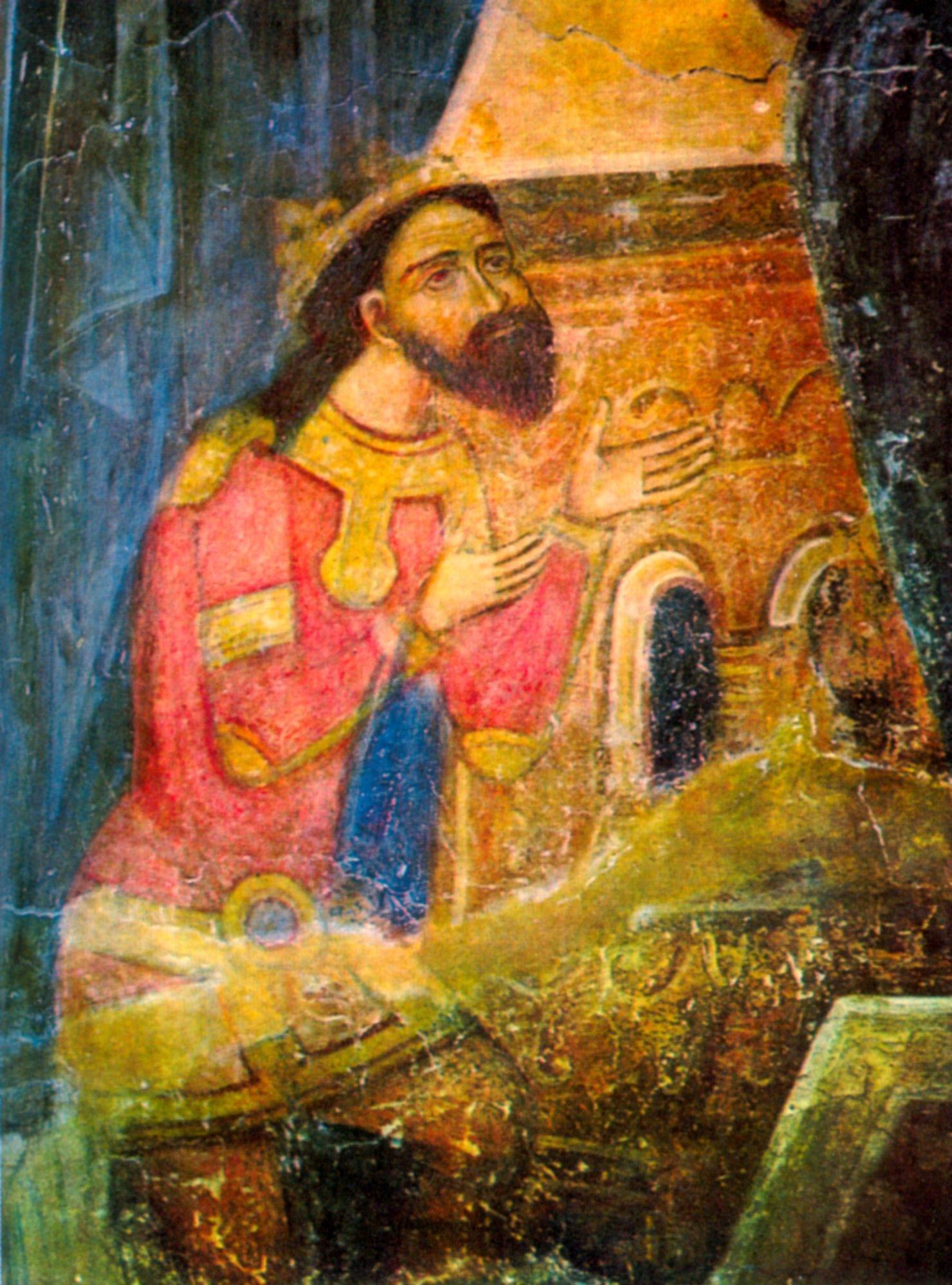
Basarab I Întemeietorul

Basarabii sunt familia ce a avut rolul decisiv în întemeierea Țării Românești, familie din care s-au ales și primii domni ai țării. Între aceștia și familia domnitoare a Mușatinilor din Moldova există o relație de rudenie. Numele Basarab se află la originea unor toponime, cum ar fi regiunea Basarabia (astăzi în Moldova și Ucraina) sau orașele Basarabi din România, Basarabeasca din Moldova și Basarbovo din Bulgaria.

## Accederea la tron
Este dificil de spus în ce măsură se poate vorbi de o "dinastie a Basarabilor" în sens strict, din moment ce tradiția succesiunii la tron implica un sistem electiv, toți membrii familiei legitimi sau nelegitimi (adică aceia care puteau afirma că sunt os domnesc) fiind succesori potențiali, iar alegerea fiind făcută de boierii din Sfatul Țării. În practică situația era și mai complexă, alegerea fiind de foarte multe ori influențată de sprijinul militar de care beneficia fiecare pretendent. În plus, unii domni au practicat asocierea la domnie a urmașului ales. După domnia lui Alexandru I Aldea (sfârșită în 1436), familia s-a despărțit în cele doua facțiuni rivale, Dăneștii și Drăculeștii, care pretindeau amândouă tronul. Unii domni târzii din familia Craioveștilor s-au pretins a fi descendenți ai Basarabilor, în încercarea lor de a-și construi o hereghie care să le justifice pretențiile la tron. Este vorba de Neagoe Basarab, Matei Basarab, Constantin Șerban Basarab, Șerban Cantacuzino, și Constantin Brâncoveanu.

## Originea numelui
Familia și-a luat numele după Basarab I (numit și Bazarab sau Bazaraad), a cărui domnie a marcat emanciparea Țării Românești de sub tutela Regatului Ungariei. P. P. Panaitescu consideră că acest nume de dinastie nu a apărut decât în secolul al XVI-lea, după stingerea vechii linii voievodale, când boierii urcați în tron aveau nevoie să își asigure o descendență din vechea spiță domnească. Originea acestui nume a fost un subiect de interes și controversă în istoriografie. Viziunea lucrărilor de specialitate a evoluat, nu întotdeauna independent de regimul politic la putere. După majoritatea istoricilor actuali, originea numelui este probabil cumană însemnând "părinte și domn", de la basar: a domni, și aba: tată.
Lingvistul și profesorul universitar Sorin Paliga nu este de acord cu ipoteza turanică, și susține originea autohtonă. Este posibil ca originea numelui de ,,Basarab" să provină de la etnonimul unui grup trac ,,Bassaroi". Rădăcina antroponimă și etnică bas(s)- probabil este înrudită cu forma albaneză de besë, pl. besa (în rom. încredere, înțelegere), care deja la rândul său ar fi înrudită cu cuvântul grec "pistos" (rom. credincios, demn de încredere). Și deși sufixul -ab- ar fi o adiție mai târzie: Bassar-ab-, originea este nativă, adică traco-dacă

### Istoriografia anterioară anului 1945
O primă atestare posibilă a numelui este 1241 sub forma Bezerenbam în cronica persană a lui Fazel-Ullah-Rașid. Alexandru D. Xenopol (citând din lucrarea Istoria Mongolilor, Haga, 1834, II, p. C27-8), în anul 1241 e.n., Bogdan Petriceicu Hasdeu, și mai recent, în exil, bizantinologul Petre Năsturel au presupus că acest Bezerenbam era poate un Basarab-ban sau un Besarion-ban al Severinului (Terra Zeurino), sau poate Litovoi, menționat în 1247 ca Ban al Olteniei (Xenopol, care în Les Roumains au moyen-age: une énigme historique, Paris, E. Leroux, 1885, vede în Bezerenbam strămoșul Basarabilor).
După Bogdan Petriceicu-Hasdeu etimologia numelui ar proveni din cuvântul dac saraba, „căpetenie” (care persistă în limba română sub forma regionalismului sarâmb) precedat de titlul de „Ban”. Această ipoteză este contestată în prezent. Trebuie menționat totuși că tema unei origini a dinastiei princiare a Basarabilor în casta nobililor daci tarabostas este una des vehiculată pe site-urile care promovează tezele protocronismului.

### Istoriografia din perioada comunistă
Potrivit istoricilor Constantin C. Giurescu și Dinu C. Giurescu faptul că numele Basarabă ar însemna în limba turcă veche „părinte cuceritor” sau „părinte stăpânitor”, că este de origine cumană și că a fost purtat de întemeietorul Țării Românești, nu este ceva neobișnuit. Ei afirmă că în privința numelor de persoane, „constatăm în toate timpurile și în toate țările influențe străine foarte puternice”, chiar o modă, și că astfel se explică alegerea acestui tip de nume, Basarab fiind un nume de botez, la fel ca Ștefan, Mihai sau Petru. Faptul că el a purtat un nume străin, "nu scade întru nimic românitatea lui Basarabă”. Un autor din perioada postcomunistă, Neagu Djuvara, a reluat unele din afirmațiile istoricilor Giurescu: „...trebuie subliniat că toate sursele pe care le avem asupra lui Basarab îl califică drept valah”. De exemplu, Mircea cel Bătrân sau Vlad Țepeș poartă și ei nume străine, de origine slavă.
Numele tatălui lui Basarab I era Thocomerius (așa este menționat într-un document medieval maghiar). În general se consideră că numele ar fi slav, Tihomir (tih „liniște”, de unde și tihnă și a tihni; mir = „pace” sau „lume”), în Bulgaria fiind atestat în aceeași perioadă acest nume.

### Istoriografia actuală

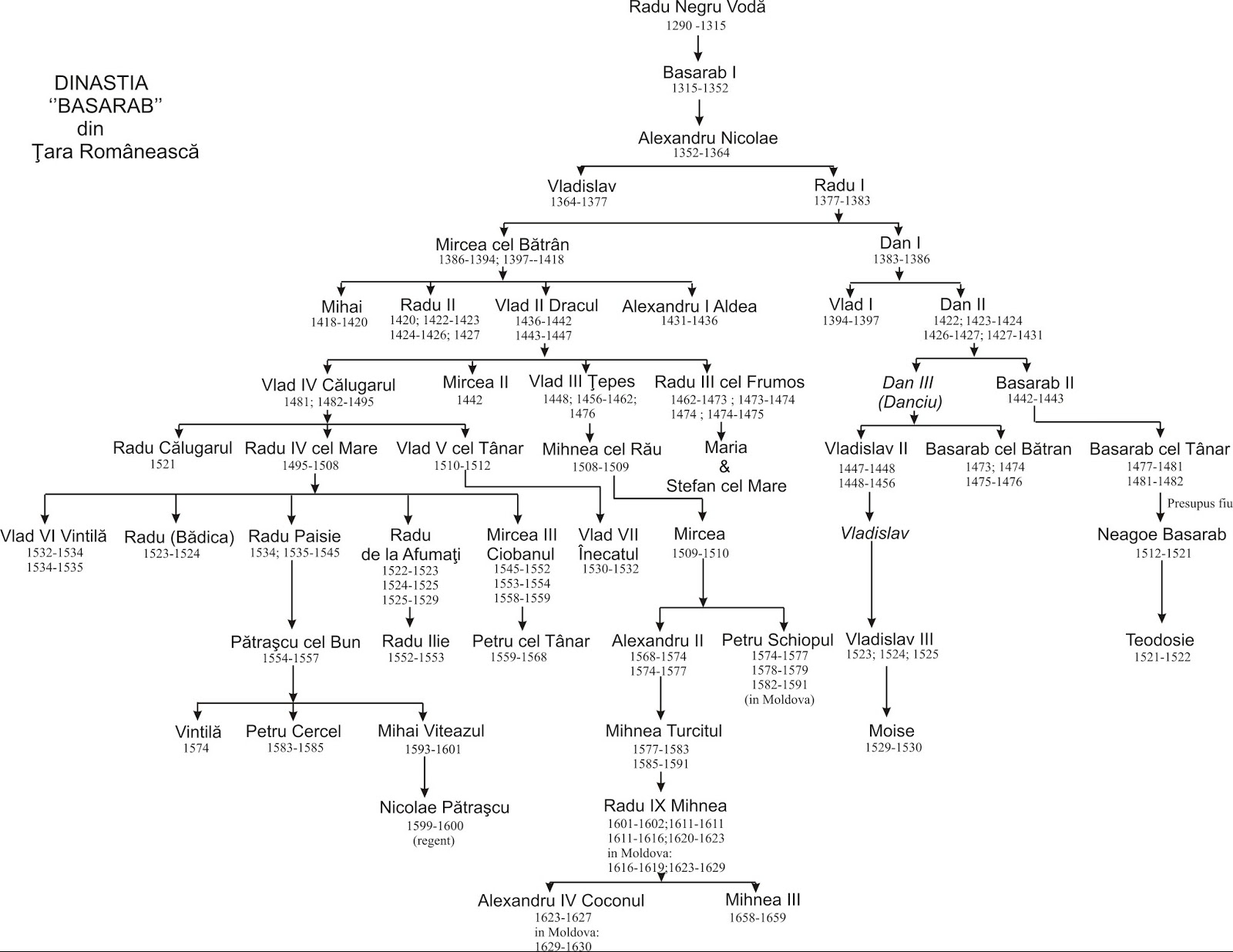
Dinastia Basarabilor

Ipoteza susținută astăzi de cei mai mulți medieviști, și care întărește ipotezele unor istorici mai vechi (N. Iorga, A. Decei) este că numele de Basarab este de origine cumană (sau pecenegă). Forma de origine probabilă ar fi în acest caz Basaraba din care s-a pierdut terminația -a când a fost preluat în română, semnificația fiind de "tatăl stăpân(itor)ului". Basar era participiul prezent al verbului a stăpâni, forme derivate fiind atestate atât în limbile moderne, cât și cele vechi din familia kîpceacă. Nicolae Iorga a considerat și o origine tracică a numelui. Referitor la o posibilă origine cumanică a numelui credea că sufixul aba („tată”), marca o distincție onorifică, identificabilă în cele mai multe cumane, ca de exemplu Terteraba, Arslanapa, Ursoba, Itoba etc. Sufixarea era de obicei cu aceste terminații, cu semnificați "tatăl lui", dar celălalt obicei onomastic arhirăspîndit în lumea turcică, sufixarea cu -oğlu "fiul lui", era praticat totuși și de cumani (potrivit izvoarelor, unele nume de clanuri au avut acest sufix în locul sufixelor "paterne" -aba, -apa și -oba, de exemplu numele de clan Burçoğlu). În Turcia există actualmente mai mulți purtători ai numelui Basar/Bazar sufixat cu -oğlu.
Potrivit altor opinii, numele tatălui lui Basarab este identificabil ca Toq-tämir, și comun atât între cumani cât și între tătari în secolele XIII și XIV. O cronică rusă din preajma anului 1295 vorbește de un Toktomer, un prinț mongol din Crimeea. În China, linia dinastică mongolă, supranumită chinezește Yuan, avu un membru pe nume Toq-temür semnalat în documente chinezești în jurul anului în care Basarab a înfrânt corpul expediționar al regelui Carol Robert d'Anjou. A fost avansată chiar ipoteza că tatăl lui Basarab I ar fi fost descendent direct din Ginghis-han (cf.  turcologul László Rásonyi). Variantele numelui Toktemir răspândit la popoarele turcice și la mongoli: Toktemir, Toktemür, Tokdemir. Modern, în Turcia, Tokdemir și Demirtok. În unele transliterații se preferă grafierea Toq și cratima (de ex. Toq-temir). Temir, demir, timer, timir, temür etc. "fier"; tok probabil "plin; plin de".
Ipoteza este întărită și de faptul ca intreaga corespondență a cancelariei Vaticanului îi identifică drept principi catolici atât pe Basarab I, cât și pe fiul său Nicolae Alexandru în prima parte a domniei. Creștinarea unei părți a cumanilor de la începutul sec. XIII fusese după ritul romano-catolic.
Alți cercetători au reluat o idee mai veche (cf. Ovid Densusianu, Nicolae Drăganu) și anume că numele Basarab ar fi putut fi de origine pecenegă, avându-se în vedere răspândirea numelui (Basaraba/Basarabă) în zonele de graniță la Carpați a Ungariei medievale (Banat, Hațeg și mai la est), cea mai veche atestare în Transilvania fiind din 1341, în varianta Bazarab, într-o localitate de pe Târnave (la Sâncel), precum și corelarea cu răspândirea toponimelor pecenege. Atestările din Hațeg au fost începând din 1398 la Râușor, Vaidei, Peșteana, Costești, Cornești, precum și în Oltenia. Atestarea cea mai veche poate că este un contract comercial încheiat în 1249 la Raguza de un oarecare Martinus Basababa, de etnie necunoscută. Unii cercetători consideră că numele era de fapt Basaraba.
Dincolo de prezumtiva origine cumană a numelui, sursele contemporane îl identifică pe Basarab I exclusiv ca vlah (român). Carol I al Ungariei vorbește de "Bazarab infidelis Olacus noster" ("Bazarab, vlachul nostru necredincios"). Faptul nu este inedit, împărații Asănești (doar Ioniță Caloian fiind recunoscut oficial drept rex Blachorum et Bulgarorum de către papa Inocențiu) au fost numiți vlahi (români) de sursele contemporane lor, iar unii moderni presupun măcar o descendență parțial cumană.
Lingvistul Sorin Paliga susține că posibila origine tracă a numelui nu trebuie exclusă, sugerând o posibilă legătură cu Bassárai - haina de ceremonie a preoteselor lui Bacchus și subliniind că rădăcina Bas se regăsește în antroponime trace ca Bassaros, Bassos, Bassus. Numele Mușat, de unde derivă și numele Mușatinilor este, de această dată fără îndoială, tot de origine autohtonă („mușat” este un cuvânt vechi românesc prezent și azi în dialectul aromân, însemnând frumos; de aici provine și cuvântul mușețel). Nu sunt, de altfel, singurele antroponime de origine autohtonă care au supraviețuit până în epoca modernă. Și bulgara și sârba (aceasta din urmă în măsură mai mică) au păstrat antroponime autohtone de origine tracă ori traco-dacă.
Triburi de cumani au trăit în Regatul Ungariei cu ceva timp înainte de invazia mongolă din 1241 (venind din partea de sud a Moldovei, din Episcopatul Cumaniei, zona Bacău de astăzi, unde în prezent sunt ceangăii), dar erau probleme cu ei întotdeauna din cauza vitezei încete cu care se creștinau. Chiar în anul invaziei mongole marea parte a cumanilor a părăsit Regatul Ungariei spre sud din cauza conflictelor și acuzațiilor de trădare, dar ei nu s-a alăturat mongolilor invadatori, și au fost rechemați în Ungaria de regele Bela IV în 1246. Problemele însă nu s-au rezolvat, și au avut loc mai multe bătălii între trupele regelui maghiar Kun László și cumani (1280-1282), care s-au terminat cu înfrângerea acestora din urmă. Atunci, o mare parte a lor (nu toți!) au părăsit din nou Ungaria în direcția sud, Muntenia. Este foarte probabil că ei, bazându-se pe o forță militară bine organizată au pus temelia primului stat valah la sud de Carpați.